# Miss Elva
Albums de Elva Hsiao
Diamond Candy
(2009) I'm Ready
(2011)
Miss Elva est le 11e album de Elva Hsiao, sorti sous le label Virgin Records le 24 septembre 2010 à Taïwan. Il sort en format CD et en version CD+photobook.

## Liste des titres
| 1.  | Miss ELVA (蕭灑小姐)                                 | 3:43 |
| 2.  | Rhapsody (狂想曲)                                    | 3:41 |
| 3.  | Wrong Person (錯的人)                                | 5:11 |
| 4.  | Let Love Fly (讓愛飛起來)                            | 3:35 |
| 5.  | Two-Faced Goddess (雙面女神)                         | 3:15 |
| 6.  | Mister Liar (大說謊家)                               | 3:26 |
| 7.  | Scenario I (夢境一)                                  | 3:17 |
| 8.  | Joke (玩笑)                                          | 4:15 |
| 9.  | Hold You Tight (抱緊你)                              | 3:31 |
| 10. | Thin Thin Thin Thin (Scenario II) (瘦瘦瘦瘦(夢境二)) | 4:21 |
| 11. | Complete Me Intro (完整我)                           | 2:28 |